# Puccinia minuta
Puccinia minuta är en svampart som beskrevs av Dietel 1897. Puccinia minuta ingår i släktet Puccinia och familjen Pucciniaceae.   Inga underarter finns listade i Catalogue of Life.